# Macedo Novaes
Macedo Magno Novaes, né le 30 mars 1983 à São Paulo, est un footballeur franco-brésilien qui évoluait au poste de gardien de but. Il se reconvertit ensuite comme entraîneur. Il est l'actuel entraîneur des gardiens du Dijon FCO.

## Biographie

### Carrière de joueur

#### Débuts
Formé aux SC Corinthians, Macedo Magno Novaes rejoint à 18 ans l'EC Bahia, formation au sein de laquelle il dispute le championnat junior de l'État de São Paulo. En 2005, il rallie pour une moitié de saison l'EC Democrata, avant de tenter l'aventure européenne. Il débarque ainsi à Chypre pour effectuer quelques essais qui se révèlent infructueux. 

#### AS Moulins (2005-2007)
C'est l'AS Moulins, alors en National, qui lui offre un contrat en septembre 2005. Pour cette saison 2005-2006, il dispute vingt-et-un matchs mais ne peut empêcher son équipe de terminer 19e et d'être reléguée en CFA. C'est alors qu'il met entre parenthèses sa carrière pour se rendre au chevet de sa mère atteinte d'une leucémie.

#### AC Arles (2007-2008)
Lors de l'été 2007, et alors qu'il vient de passer six mois à Moulins sans jouer, il effectue un essai au FC Metz alors en Ligue 2, essai qui se révèle concluant pour Francis De Taddeo et Michel Ettorre, mais le club lorrain ne peut alors plus l'engager du fait d'un quota de joueurs extra-communautaires atteint. L'AC Arles, tout juste promu en National, le recrute alors pour la saison 2007-2008. Il montre l'étendue de ses capacités lors de cet exercice, contribuant grandement au bon parcours de son équipe tant en Championnat (8e) qu'en Coupe de France (8es de finale).

#### SC Bastia (2008-2013)
Dès lors, il suscite l'intérêt de nombreux clubs professionnels, Christian Villanova le convainc de rejoindre la Corse et le SC Bastia afin de confirmer son talent à l'étage supérieur. C'est ce qu'il fait lors du championnat de Ligue 2 2008-2009 où il se montre particulièrement décisif, sauvant à plusieurs reprises son équipe.
Après une saison 2009-2010 délicate, qui voit le Sporting Club de Bastia descendre en National (D3), Novaes et le SC Bastia se retrouvent métamorphosés pour l'édition 2010-2011 où le club insulaire remporte le titre de champion de France de National et se retrouve promu en L2. Lors de la saison suivante, il devient champion de France de Ligue 2 toujours avec le club corse et accède à la Ligue 1. Il remporte cette même année le Trophées UNFP du football de meilleur gardien de Ligue 2.
Lors de la saison 2012-2013, il perd sa place de titulaire au profit de Landry Bonnefoi puis devient même n°3 dans la hiérarchie à la suite de l'arrivée de Mickaël Landreau lors du mercato hivernal. 

#### Valenciennes FC (2013-2015)
Il quitte le club à la fin de cette même saison pour s'engager avec le Valenciennes FC pour deux ans. En concurrence avec Nicolas Penneteau pour sa première saison, il est de nouveau poussé sur le banc lors de la suivante, cette fois par Bertrand Laquait et se retrouve même une nouvelle fois n°3, Paul Charruau lui étant préféré en doublure. En janvier 2015, il est prêté pour une durée de 6 mois à l'Amiens SC, évoluant en National.

#### AS Béziers (2015-2020)
Libre, il s'engage le 12 octobre 2015 pour l'Avenir sportif Béziers, promu en National.
Lors de la saison 2018-2019, il est avec Rayane Aabid l'un des deux délégués syndicaux de l'UNFP au sein de l'AS Béziers.

### Carrière d'entraîneur des gardiens

#### Dijon FCO (2023-2025)
En juin 2021, il est diplômé du certificat d'entraîneur gardien de but niveau 2 (CEGB), délivré par la FFF.
Le 29 juin 2023, il rejoint le staff de Benoit Tavenot, tout juste nommé entraineur principal du Dijon FCO.

#### Montpellier HSC (2025-)
En juin 2025, il rejoint le Montpellier HSC comme entraîneur des gardiens dans le staff de Zoumana Camara.

## Statistiques

### En club
| Saison                | Club                  | Championnat           | Championnat | Championnat | Coupe nationale | Coupe nationale | Coupe de la Ligue | Coupe de la Ligue | Total | Total |
| Saison                | Club                  | Division              | M.          | B.          | M.              | B.              | M.                | B.                | M.    | B.    |
| 2005-2006             | AS Moulins            | National              | 19          | 0           | 2               | 0               | -                 | -                 | 21    | 0     |
| 2006-2007             | AS Moulins            | CFA                   | -           | -           | -               | -               | -                 | -                 | 0     | 0     |
| Sous-total            | Sous-total            | Sous-total            | 19          | 0           | 2               | 0               | -                 | -                 | 21    | 0     |
| 2007-2008             | AC Arles              | National              | 34          | 0           | 5               | 0               | -                 | -                 | 39    | 0     |
| Sous-total            | Sous-total            | Sous-total            | 34          | 0           | 5               | 0               | -                 | -                 | 39    | 0     |
| 2008-2009             | SC Bastia             | Ligue 2               | 34          | 0           | 1               | 0               | -                 | -                 | 35    | 0     |
| 2009-2010             | SC Bastia             | Ligue 2               | 26          | 0           | 1               | 0               | 1                 | 0                 | 28    | 0     |
| 2010-2011             | SC Bastia             | National              | 38          | 0           | 3               | 0               | 4                 | 0                 | 45    | 0     |
| 2011-2012             | SC Bastia             | Ligue 2               | 37          | 0           | 3               | 0               | 1                 | 0                 | 41    | 0     |
| 2012-2013             | SC Bastia             | Ligue 1               | 12          | 0           | -               | -               | 1                 | 0                 | 13    | 0     |
| Sous-total            | Sous-total            | Sous-total            | 147         | 0           | 8               | 0               | 7                 | 0                 | 162   | 0     |
| 2013-2014             | Valenciennes FC       | Ligue 1               | 10          | 0           | 1               | 0               | -                 | -                 | 11    | 0     |
| 2014-2015             | Valenciennes FC       | Ligue 2               | 4           | 0           | -               | -               | 1                 | 0                 | 5     | 0     |
| Sous-total            | Sous-total            | Sous-total            | 14          | 0           | 1               | 0               | 1                 | 0                 | 16    | 0     |
| 2014-2015             | Amiens SC (prêt)      | National              | 18          | 0           | -               | -               | -                 | -                 | 18    | 0     |
| Sous-total            | Sous-total            | Sous-total            | 18          | 0           | -               | -               | -                 | -                 | 18    | 0     |
| 2015-2016             | AS Béziers            | National              | 23          | 0           | 2               | 0               | -                 | -                 | 25    | 0     |
| 2016-2017             | AS Béziers            | National              | 32          | 0           | -               | -               | -                 | -                 | 32    | 0     |
| 2017-2018             | AS Béziers            | National              | 13          | 0           | -               | -               | -                 | -                 | 13    | 0     |
| Sous-total            | Sous-total            | Sous-total            | 68          | 0           | 2               | 0               | -                 | -                 | 70    | 0     |
| Total sur la carrière | Total sur la carrière | Total sur la carrière | 300         | 0           | 18              | 0               | 8                 | 0                 | 326   | 0     |

## Palmarès
- Champion de France de National 2010-11 (1)

- Champion de France de Ligue 2 2011-12 (1)

- Trophée UNFP du meilleur Gardien de Ligue 2 en 2012 (1)

- Équipe-type de Ligue 2 au Trophée UNFP 2012 (1)

- Vice-champion de France de National 2017-18

- Meilleur Gardien de National 2017-2018 [10] (1)

- Équipe-type de National 2017-2018 [10] (1)